# 川内村

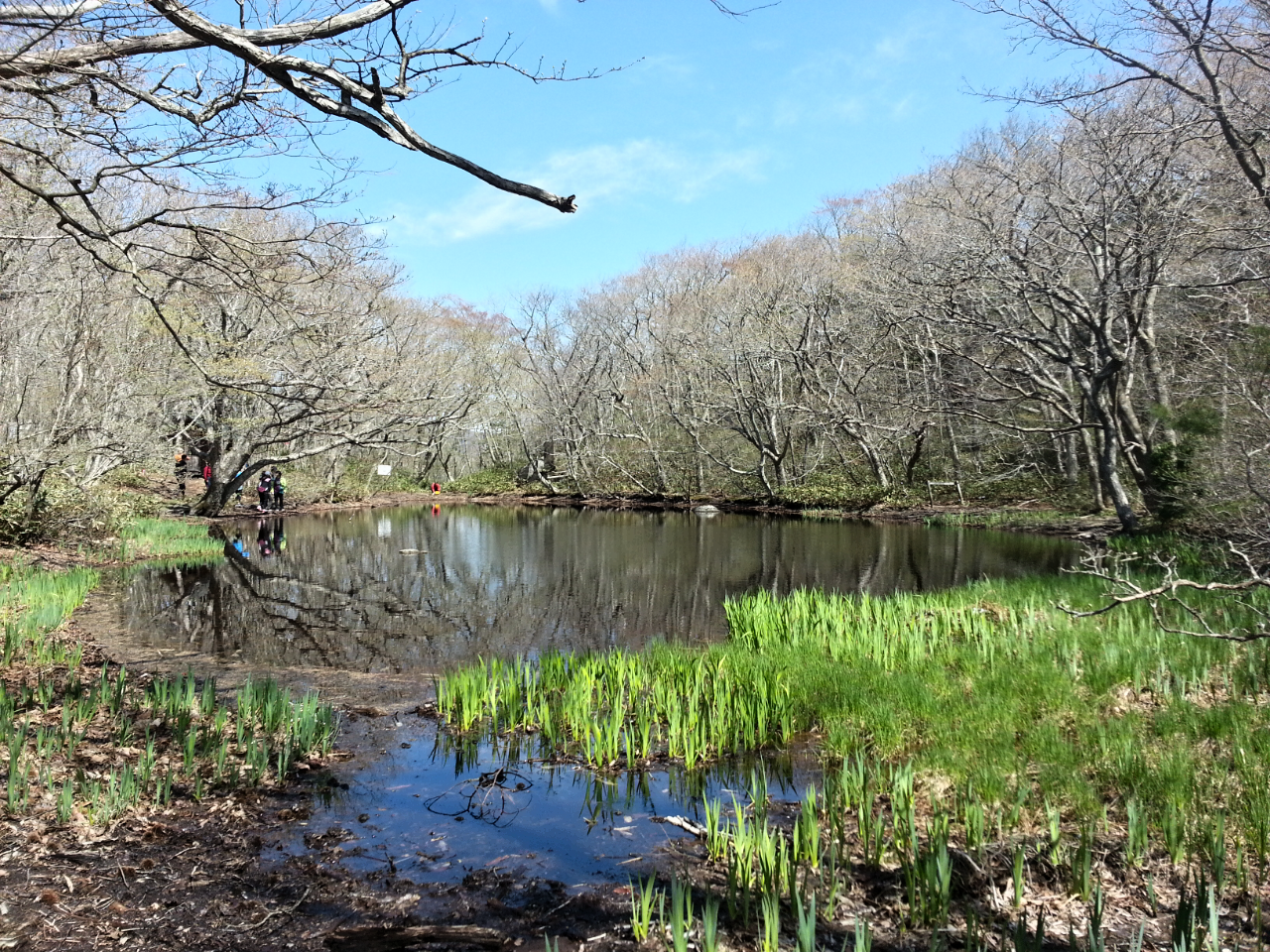
川内村、平伏沼

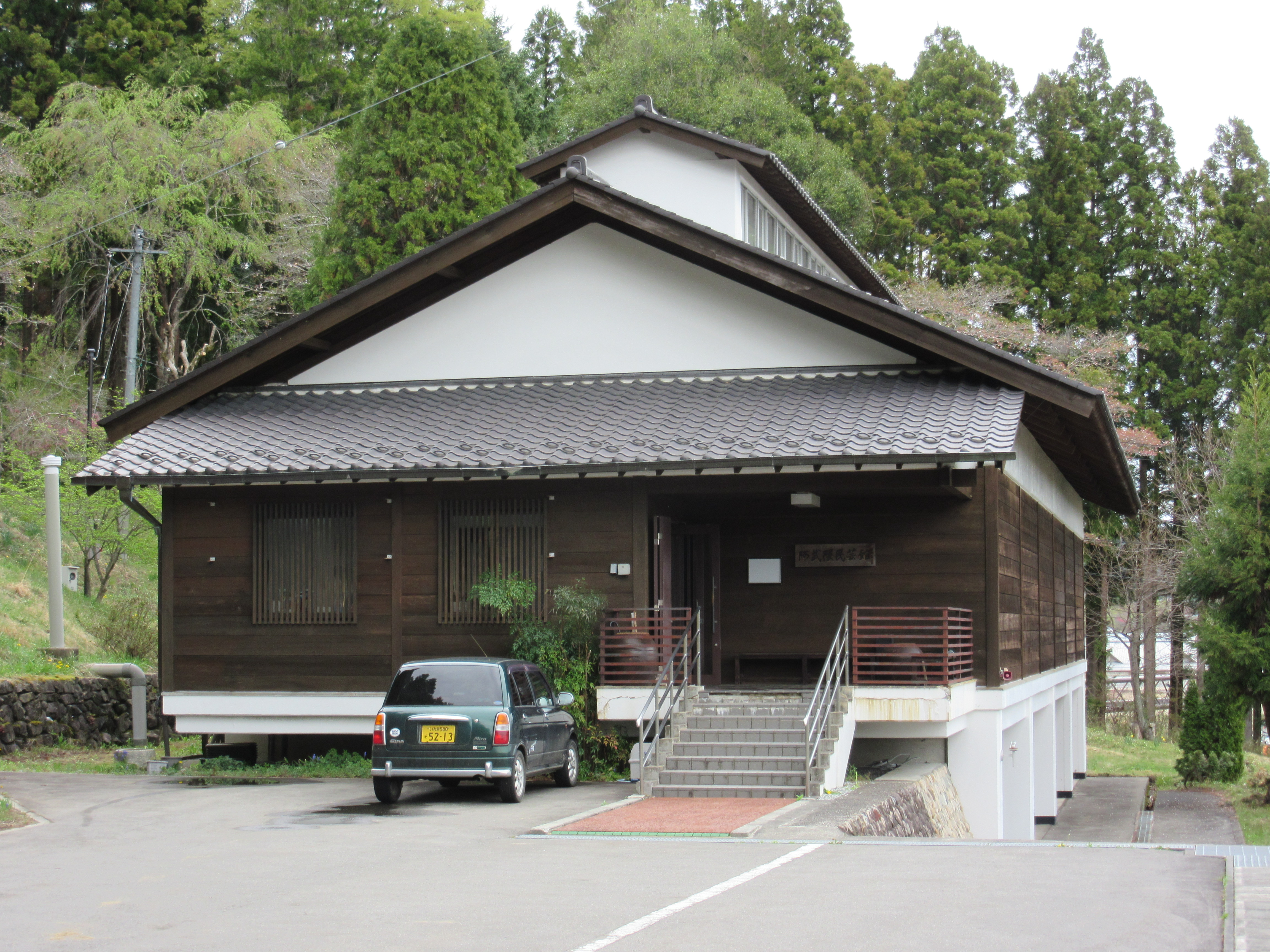
阿武隈民芸館

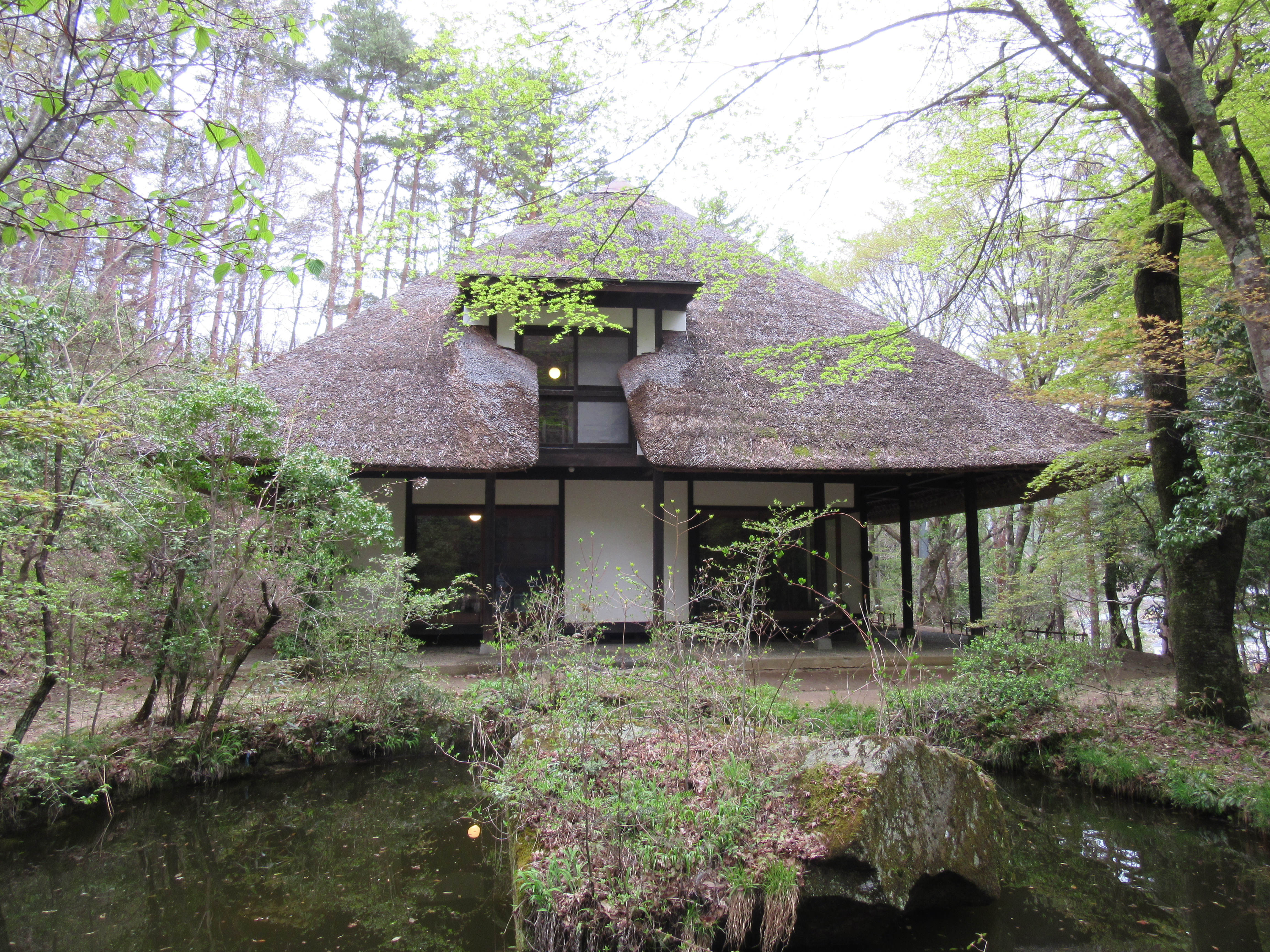
天山文庫

川内村（かわうちむら）は、福島県浜通りに位置し、双葉郡に属する村。

## 概要
福島県双葉郡川内村は、東経140度50分、北緯37度19分、阿武隈高地の中央部に位置し、阿武隈高地の最高峰「大滝根山」東斜面に立地し、標高500 - 600メートルの高原がその大部分を占める。
東京電力福島第一原子力発電所事故の影響により、全村が放射能汚染の可能性がある地域となったため2011年（平成23年）3月17日以降、仮役場を郡山市にあるビッグパレットふくしま内に設置していたが、2012年（平成24年）4月に役場機能を村に戻した。2016年（平成28年）6月14日に全域の避難指示を解除した。

## 地理
阿武隈高地の最高峰、大滝根山をはじめ700 - 900メートルの起伏の多い山岳に囲まれた高原性の盆地である。耕地は、村の中央を貫流する木戸川とその支流に沿って開け、その中に大小24の集落が散在している。村の大きさは、東西およそ15km、南北およそ13km、総面積197.38km2の約90パーセントが山林、原野で占められている。

### 隣接する自治体
- いわき市
- 田村市
- 双葉郡
  - 大熊町
  - 富岡町
  - 楢葉町

### 地形
この地域は、阿武隈高地の最高峰「大滝根山」東斜面にあたっているために、東に傾斜する高原状地形を木戸川とその支流が浸食し谷を形成している。
やや詳細に見ると、木戸川・小白井川に沿って分布する標高570メートルから400メートルの小規模な谷底平野を除けば、中央部から東部のかなりの地域を含む丘陵地、東部及び西部の山地に分けることができる。
丘陵地は、谷に接する部分を除いては急な傾斜地は無く、糠馬喰山（733メートル）・大津辺山（778メートル）を除いて谷底平野からの高さは200メートルを超えることは無い。
東部山地は、大鷹鳥谷山（794メートル）・鬼太郎山（750メートル）を結ぶ南北帯状の地域で、富岡町・楢葉町に続く東斜面の傾斜は比較的緩やかであるが、西斜面は地質的条件を反映して急傾斜地をつくっている。
西部山地は、大滝根山（1193メートル）・高塚山（1066メートル）・万太郎山（959メートル）などの比較的高い山がみられ、大滝根山と万太郎山を結ぶ方向に平行な数段の平坦面が認められ、そのなかには過去の侵食基準面が含まれている。
東部山地より西方に分布する河川は、木戸川とその支流である。木戸川の源流は大滝根山頂の北方2キロの地点にあり、これに大四郎川・楢生川・小白井川・川内川・滑津川等が合流する。これらの支流からの水を集めた木戸川は、東部山地を横切るときに峡谷をつくる。

### 地質
川内村の大地は、東部山地と西部山地の一部を作っている変成岩類とその他の地域に見られる深成岩類、それらを部分的におおう未固結堆積物で構成される。
変成岩類には、黒雲母片岩（白と黒の縞模様があって、黒雲母・石英・斜長石などからできている）および緑閃石・緑泥石片岩（緑閃石・緑泥石・石英・斜長石などからできている）で、もとになった岩石は、古生代の石炭紀 - ペルム紀あるいはより古い時代に堆積した中性 - 塩基性の凝灰岩 - 凝灰質砂岩とみられている。
深成岩類には、広く分布しているいろいろな種類の花崗岩・閃緑岩類そしてかんらん岩類がある。
花崗岩類には片状構造を持つ古期花崗閃緑岩類とよばれるものと新期花崗岩類とされるものがあり、前者には高塚山・万太郎山などに分布する花崗閃緑岩（角閃石・斜長石・正長石・石英から構成される）がある。後者は鬼太郎山から毛戸付近を通る破砕帯の東側に見られる新期花崗閃緑岩（角閃石・黒雲母・石英・正長石・斜長石と少量の燐灰石・ジルコン・磁鉄鉱・褐簾石から構成される）・糠馬喰山・檜山・大平などに分布する灰色黒雲母花崗岩（黒雲母・斜長石・正長石・石英から構成される）・淡紅色黒雲母花崗岩（黒雲母・斜長石・淡紅色の正長石・石英から構成される）などに分類される。
閃緑岩類とかんらん岩類は小規模な分布をしている。この地域の花崗岩類および深成岩類は地価深所まで風化作用が及んでいる場所が多く急斜面などで崩壊などを起こすことがある。
これらの深成岩類を貫いて輝緑岩・花崗閃緑ひん岩・石英斑岩・流紋岩・半花崗岩などがみられる。未固結の堆積物には深成岩類をおおう粘土・砂・段丘礫・崖錐・火山灰などがある。

## 気候
寒暖の差が大きく気温の年較差、日較差が大きい顕著な大陸性気候である。

### 気温
冷涼であるが年変化のようすは福島県下の各測定点の傾向と変わるところは無い。夏日の出現は8月をピークにして70日ほどで、8月を中心に30℃以上の真夏日もあるが朝晩は15℃前後まで気温が下がることもあり日較差の大きな気候である。冬の日較差も大きく最低気温は毎年-10℃を下回り朝晩の冷え込みは厳しい。
冬日の出現は、阿武隈高地の他の観測点と似て130日ほどあって、冬の期間は長いといえる。真冬日は4日ほどである。
この地域の初霜は10月10日ごろ、終霜は4月30日ごろである。この終霜の時期と栽培植物の育成時期が重なるため凍霜害が出ることがある。

### 降水量
年間の降水量は1500ミリ程度で福島県内では少ないほうである。
降水の傾向は、阿武隈高地のほかの地域と同様に6月から10月にかけてが多く年間降水量の6 - 7割が集中する。
この地域に大雨をもたらす原因は、台風（1971年・台風23号による日降水量は528ミリに達した）。南岸低気圧・日本海低気圧・梅雨前線などである。このうち南岸低気圧は、ときとして湿り雪を降らせ着雪の被害を見ることができる。

### 風
この地域、特に谷底平野では地形に影響された風が卓越し、夏季（5 - 9月）には南東風、冬季（11 - 4月）には西北西の風が卓越する。風速の年平均は秒速1.1メートルで弱い。
| 川内（1991年 - 2020年）の気候      | 川内（1991年 - 2020年）の気候 | 川内（1991年 - 2020年）の気候 | 川内（1991年 - 2020年）の気候 | 川内（1991年 - 2020年）の気候 | 川内（1991年 - 2020年）の気候 | 川内（1991年 - 2020年）の気候 | 川内（1991年 - 2020年）の気候 | 川内（1991年 - 2020年）の気候 | 川内（1991年 - 2020年）の気候 | 川内（1991年 - 2020年）の気候 | 川内（1991年 - 2020年）の気候 | 川内（1991年 - 2020年）の気候 | 川内（1991年 - 2020年）の気候 |
| 月                                 | 1月                           | 2月                           | 3月                           | 4月                           | 5月                           | 6月                           | 7月                           | 8月                           | 9月                           | 10月                          | 11月                          | 12月                          | 年                            |
| ---------------------------------- | ----------------------------- | ----------------------------- | ----------------------------- | ----------------------------- | ----------------------------- | ----------------------------- | ----------------------------- | ----------------------------- | ----------------------------- | ----------------------------- | ----------------------------- | ----------------------------- | ----------------------------- |
| 最高気温記録 °C （°F）             | 16.3 (61.3)                   | 20.1 (68.2)                   | 23.0 (73.4)                   | 29.7 (85.5)                   | 32.8 (91)                     | 34.5 (94.1)                   | 36.7 (98.1)                   | 36.5 (97.7)                   | 34.8 (94.6)                   | 29.6 (85.3)                   | 24.1 (75.4)                   | 20.3 (68.5)                   | 36.7 (98.1)                   |
| 平均最高気温 °C （°F）             | 4.3 (39.7)                    | 5.2 (41.4)                    | 9.1 (48.4)                    | 15.2 (59.4)                   | 20.4 (68.7)                   | 23.1 (73.6)                   | 26.9 (80.4)                   | 27.9 (82.2)                   | 23.7 (74.7)                   | 18.2 (64.8)                   | 13.1 (55.6)                   | 7.3 (45.1)                    | 16.2 (61.2)                   |
| 日平均気温 °C （°F）               | −0.5 (31.1)                   | 0.0 (32)                      | 3.3 (37.9)                    | 8.8 (47.8)                    | 14.0 (57.2)                   | 17.7 (63.9)                   | 21.7 (71.1)                   | 22.5 (72.5)                   | 18.6 (65.5)                   | 12.6 (54.7)                   | 6.9 (44.4)                    | 2.1 (35.8)                    | 10.6 (51.1)                   |
| 平均最低気温 °C （°F）             | −5.3 (22.5)                   | −5.1 (22.8)                   | −2.1 (28.2)                   | 2.4 (36.3)                    | 7.8 (46)                      | 12.9 (55.2)                   | 17.5 (63.5)                   | 18.4 (65.1)                   | 14.2 (57.6)                   | 7.6 (45.7)                    | 1.2 (34.2)                    | −2.7 (27.1)                   | 5.5 (41.9)                    |
| 最低気温記録 °C （°F）             | −17.7 (0.1)                   | −18.4 (−1.1)                  | −17.0 (1.4)                   | −11.5 (11.3)                  | −3.1 (26.4)                   | 1.4 (34.5)                    | 6.2 (43.2)                    | 6.2 (43.2)                    | 1.0 (33.8)                    | −4.7 (23.5)                   | −9.2 (15.4)                   | −18.0 (−0.4)                  | −18.4 (−1.1)                  |
| 降水量 mm （inch）                 | 62.3 (2.453)                  | 47.4 (1.866)                  | 95.1 (3.744)                  | 122.4 (4.819)                 | 111.3 (4.382)                 | 141.2 (5.559)                 | 181.2 (7.134)                 | 171.8 (6.764)                 | 234.1 (9.217)                 | 181.0 (7.126)                 | 70.2 (2.764)                  | 48.3 (1.902)                  | 1,484.1 (58.429)              |
| 平均降水日数 （≥1.0 mm）           | 5.9                           | 5.9                           | 9.1                           | 9.5                           | 10.4                          | 12.3                          | 13.8                          | 11.2                          | 12.1                          | 9.9                           | 7.0                           | 6.3                           | 114.9                         |
| 平均月間日照時間                   | 170.7                         | 169.0                         | 186.9                         | 194.3                         | 203.6                         | 148.5                         | 144.0                         | 159.6                         | 122.2                         | 132.0                         | 149.2                         | 161.6                         | 1,943.4                       |
| 出典1：Japan Meteorological Agency |                               |                               |                               |                               |                               |                               |                               |                               |                               |                               |                               |                               |                               |
| 出典2：気象庁                      |                               |                               |                               |                               |                               |                               |                               |                               |                               |                               |                               |                               |                               |

## 自然

### 植物
この地域の森林の植物相はイヌブナ・ブナ・ミズナラ・オオカノメキ・カエデ・シデなどにモミが混生した状態を示しモミ・イヌブナ林区に分類すことができる。
このように落葉広葉樹にモミが混生する状態は昭葉樹林帯と落葉広葉樹林帯の中間の植生帯であることを示している。
この地域の林相は、クリ・モミ・イヌブナ・イヌシデ・アカシデ・アカマツなどのいくつかを組み合わせた混合林を形成している場合が多い。
主な林層を上げれば、高塚山（1030メートル）では、低木のサラサドウダン・アセビ・リョウブ・コヨウラクツツジ・レンゲツツジなどの林が発達し、それよりもやや低いあたり（1000メートル）にはミズナラ・ブナ林が見られる。
標高700 - 800メートルの大鷹鳥谷山付近ではミズナラ・リョウブ林やクヌギ・コナラ林がみられる。また標高700メートルの大津辺山ではミズナラ林が発達する。
これらよりも標高の低い地域にはホオノキ林（小熊山不動滝）、アカマツ林（糠馬喰山麗）、アカマツ・イヌシデ林やコナラ・リョウブ林あるいはコナラ林（五社山など）がみられる。
河川流域では、コナラに地域によってイヌブナ・ヤマザクラ・アカシデ・モミ・クリなどを交える林相の発達をみる。
人工造林にはアカマツ植林、スギ植林、カラマツ植林がある。
特筆できる植物としては、大滝根山が北限地とされているニッコウナツグミが高塚山・平伏森の断崖に自生する。
また、ツクバネウツギの種内変異で東北南部太平洋側に分布するタキネツクマバネウツギも知られている。

### 動物
この地域は、比較的自然条件に恵まれているために動物相は豊かなほうであるが、過去のそれと比較すれば必ずしも良好な状態が維持されているとは言いがたい。

#### 哺乳類
大型の哺乳類は、食料要求量が大きいことや狩猟の対象となっているために棲息数を減らしている。
中型・小型の哺乳類の棲息数は多い。
この地域で生息が確認されている大型哺乳類はイノシシのみであるが明治末期まではシカがかなり棲息していた。
中型・小型の哺乳類で棲息が確認されているものはニホンザル・ニホンイタチ・タヌキ・ホンドギツネ・ニホンノウサギ・ムササビ・テン・ニホンリス・ネズミ類・アズマモグラ・ヒミズ類などである。

#### 鳥類
この地域では、鳥類が棲息するには必要な樹林と水場が残されていて多数の鳥類が棲息している。
森林ではカケス・ホトトギス・エナガ・ヤマドリ・メジロ・ツツドリ・イカル・ウソ・ウグイス・カワラヒワ・キビタキ・シジュウカラ・タカ・ノスリ・コゲラ・フクロウ・アオバズク・ヒヨドリ、河川や池沼にはアカショウビン・カワセミ・カルガモ・マガモ・オシドリなどの棲息が知られている。

#### は虫類
棲息数は少なくない。この地域で知られるものにはアオダイショウ・ヤマカガシ・シマヘビ・ニホンマムシ・ジムグリ・ニホンカナヘビ・ニホントカゲなどがある。

#### 両生類
渓谷・河川・水路・沼地・水田など棲息地が多い。有尾類のイモリ、無尾類のニホンヒキガエル・ニホンアマガエル・ヤマアカガエル・ニホンアカガエル・トノサマガエル・ウシガエル・ツチガエル・カジカガエル・モリアオガエルなどが知られる。
平伏沼は、モリアオガエルの生息地として天然記念物に指定されている。

#### 魚類
この地域の河川には、イワナ・ヤマメ・カジカなどの棲息が知られている。このほかに沼などにはコイ・フナが知られている。

#### 昆虫類
特筆すべき種には、湿地に棲息するハッチョウトンボがあげられる。蝶類も豊富である。水生昆虫も貧腐水性指標底生昆虫（ヒラタカゲロウ・カワゲラ・ヘビトンボなど）を含む多くの種が知られている。

## 人口
| 川内村（に相当する地域）の人口の推移 \| 1970年（昭和45年） \| 4,709人 \| \| \| 1975年（昭和50年） \| 4,308人 \| \| \| 1980年（昭和55年） \| 4,132人 \| \| \| 1985年（昭和60年） \| 4,020人 \| \| \| 1990年（平成2年） \| 3,933人 \| \| \| 1995年（平成7年） \| 3,797人 \| \| \| 2000年（平成12年） \| 3,384人 \| \| \| 2005年（平成17年） \| 3,125人 \| \| \| 2010年（平成22年） \| 2,820人 \| \| \| 2015年（平成27年） \| 2,021人 \| \| \| 2020年（令和2年） \| 2,044人 \| \| |         |  |
| 総務省統計局 国勢調査より |         |  |
| 1970年（昭和45年） | 4,709人 |  |
| 1975年（昭和50年） | 4,308人 |  |
| 1980年（昭和55年） | 4,132人 |  |
| 1985年（昭和60年） | 4,020人 |  |
| 1990年（平成2年） | 3,933人 |  |
| 1995年（平成7年） | 3,797人 |  |
| 2000年（平成12年） | 3,384人 |  |
| 2005年（平成17年） | 3,125人 |  |
| 2010年（平成22年） | 2,820人 |  |
| 2015年（平成27年） | 2,021人 |  |
| 2020年（令和2年） | 2,044人 |  |

## 産業
村の基幹産業は農林業である。農業については、原子力発電所関連企業などに多くの労働力が流出し、専業農家が激減、農業の労働力は婦女子、老齢者が主体になっている。
経営形態も、米・葉タバコ・畜産・養蚕・高冷地野菜を種々に組み合わせた複合経営がほとんどであるため、生産組織の育成、経営の規模拡大、流通の合理化など総合的な改善をはかることによって、若者が農業に魅力を感じる、自然と文化が調和した新しい村づくりをめざしている。
一方、林業も、外材の輸入などによる木材価格の低迷が起因し、生産量及び就労人口が減少の傾向にあるので、立地や気象条件に適した特用林産物（シイタケなど）の生産の拡大と適木の計画的造林を進めている。
就労の場としては、婦人服縫製、弱電関係、地場産業のチップ工場などはあるが、ほとんどが女子型の企業であり、ポスト原発に向けての雇用の安定と所得の増大をはかるため、男子の就労の場の確保が必要となっている。商業も、近年周辺の町には大型の店舗が進出し、村内の消費者もかなり流出する傾向にある。
本村の広大な自然と緑地は、第四次全国総合計画においての阿武隈地域の位置づけと交通網の整備などによって、意義と価値を持つものと予測されることから、公有林野の自然を生かし、それを過密都市部の人たちに提供することによって、地域の活性化を模索している。

## 歴史

### 原始・古代
阿武隈高地の真只中に位置する川内村は、四方連峰の高原性盆地をなす。大滝根山北麗に源を発する木戸川は、山々の谷筋から流れ出る河水を呑み込みながら肥大し、村の中央平地を南下する。原始から古代の遺跡は、この河川に面する丘陵上に多い。上川内の後谷地・高田島近辺に15箇所、上川内の長網川・楢生川流域に8箇所、上川内の小白井川流域に8箇所、下川内の川内川沿いに2箇所、下川内の平沢川・北川原川流域に3箇所が認められ、他若干の例を総計すると、これら木戸川水系には40箇所の遺跡が知られている。また、下川内の割山峠を境に、東は富岡川に入る水系となるが、この方面に25箇所ほど記録されているので、現在までのところ川内村における遺跡の数は65箇所内外ということになる。
狩猟採集を生活の基盤とする縄文文化のうち、早期に属する遺物は2、3の遺跡で知られている。そのうちでも、とりわけ古い時期に想定されるものは、富岡川水系の下川内・糠塚G遺跡から出土した日計型押型紋土器である。この土器は東北地方に主体的に分布するが、現在のところ川内村最古の縄文土器といえよう。糠塚G遺跡は、この時期以降に入る早期の資料も含まれている重要遺跡であったが、主要部は湮滅した。
糠塚G遺跡から約1キロメートル南に下がった地点に糠塚C遺跡がある。ここからは、糠塚Gに後続する土器（太平式）や微隆起線をもつ貝殻紋土器（規木I式系）が発見されていて、縄文早期文化の動向を窺い知ることができる。
川内村で縄文文化が隆盛するのは前期においてである。下川内、田ノ入遺跡、上川内・大根森遺跡からは大量の資料が発見されているが、前者では平面が長方形の竪穴建物1棟を完掘している。縄文時代中期は上川内・後谷地C遺跡が著名。縄文時代後・晩期になると、下川内・手古岡B・C遺跡、下川内・糠塚F遺跡に多くの資料を見る。下川内・平澤遺跡から出土した有紋頭の石剣は、工芸的にも優れた一品とされる。
生産経済となり、稲作りや、金属器の製作を行うようになった弥生文化の遺跡は、川内村の立地特性が因果してか、明確な例がない。ただ、出土地不詳の村内採集資料中には中期に編入しうるものが含まれている。
畿内で大王を頂点とする政治組織が成立した古墳文化は東北地方にもおよび、各地に根を張っていったが、川内村ではまだ充分にその存在は判明していない。
奈良時代・平安時代の遺物は、平地に降りた上川内・町分で確認されている。庇を持つ建物跡その周辺に置かれた土師器がある。平地内には、この時代の遺跡の埋没は少なくないと推定しうる。

### 中世
陸奥・出羽両国の中世の始まりは、文治5年（1189年）に源頼朝が平泉の奥州藤原氏を攻略した時期に求められる。
常陸国（現・茨城県）から菊田関を超えて多賀城（宮城県）に北上する海道に沿った諸郡（菊田・岩崎・岩城・楢葉・行方・宇多・亘理）は、この時期に鎌倉幕府の支配下に入ったのである。海道諸郡の在地武士は、鎌倉幕府の有力御家人のひとり千葉介常胤の指揮を受けた。そして、常胤の次男相馬師胤は行方郡を領し、四男大須賀四郎胤信は、好嶋庄の預所職に補任されたのである。好嶋庄赤目崎（いわき市平）に建立された飯野八幡宮を奉斎する鎌倉幕府の、海道南部経営の一大拠点となった。
鎌倉時代を通じて、海道諸郡は幕府の濃密な支配を受けたのである。南北朝時代の動乱の過程で、海道には国人領主が成長した。岩崎氏・岩城氏・楢葉氏・相馬氏などである。かれらは、室町時代においては鎌倉府と奥州探題のはざまの中で確執をくりひろげ、やがて戦国大名として、岩城氏と相馬氏の両雄が海道を分断して対抗した。楢葉郡は岩城・相馬の双方が攻略を目論んだ地域であった。
飯野平城に拠る岩城親隆は早くも文明6年（1474年）には楢葉氏を攻略し、猪狩氏を置いて相馬氏への備えとした。富岡町にある日向館は岩城領国の北方の拠点であった。そして猪狩氏は西方の田村氏への備えとして下川内に神山城（館山）を築城したのである。川内村にはこのほかに持留館・台窪館・勝山館・大都辺古城がある。持留館は、小白井川沿いの綱木を経て川前町上桶売の鹿又川に沿う高部館と連動して田村領への押さえとなっていた。
戦国時代の川内村を知る手がかりは、それらの城館跡のほかに地名伝承があるぐらいである。文禄4年（1595年）豊臣政権下の検地によれば、岩城領五郡の総石高はおよそ十一万五千石であり、楢葉郡上・下川内村の高数は八百十石余であった。この生産力から見て、人口は八百人ほどであったろうか。
この文禄検地こそ、中世をしめくくり、近世的土地支配の開始を告げるものであった。中世の川内は岩城氏の領境の守りの村であったが、それゆえに海・山の幸（情報・文化を含む）を渇望し、時代の動向に鋭敏な村人の住む里でもあったろう。

### 近代
永年にわたる武家の支配が終焉し、新しい文明開化の明治の世になった。しかし一般民衆が待ち望んだ方向と異なり、明治6年（1873年）地租改正が公布され、全国いっせいに土地丈量・地価算定が厳格に実施された。
この結果、上・下川内村に存在した御林はともかくも、散野（村の共有地）までが国有林に編入された。自由に自分達の山林に馬を放牧、あるいは木材・薪などを得ていたが、一旦国有地となれば、かつての散野に入り木を伐採することは、あきらかに盗伐となり罪人となった。
ほとんど私有山林のない村民にとって明日の生活にも事欠く状態となり、まさしく暗礁の時代であった。
こうした生活の中、明治22年（1889年）4月町村制公布により上・下川内村が合併、新しく川内村が誕生。初代村長に秋元房輔が就任した。
明治31年（1898年）、官林官有地縁故引戻下の申請運動が開始された。政府相手の行政訴訟は困難が続出、特に裁判費用に事欠き、明治36年（1903年）山林下戻行政訴訟に関する一切の件を吉田文三に委任、よって新しい局面を迎えた。ついに同43年（1910年）12月、翌年（1911年）11月の両度における判決に勝訴となった。
全村民一丸となった山林引戻運動の成功によって、新しい村づくりの基本となるべき施業案が打ち出された。この施業案により公有林の経営をなし、村の収入が大幅に潤うことになった。
しかし、太古より斧が入ることが無かった原始林の大木は、次々と裁判費用、村の収入のため切り倒され、森林は荒廃していった。こうした反面伐採のため各地より多くの山林労働者が村内に移住、更にそうした労働者を対象とする商業者も数多くなり、たちまち人口の増加を来し、丸三時代と称される川内村の反映が出現した。
昭和2年（1927年）村有林の利益の増大により、全国にも希な村税の廃止を行い、「無税川内村」の名が広く知られた。
大正から昭和に移る激動の時代、一寒村である川内村が、五十万俵という大量の木炭を生産、日本一の生産地となり、永年にわたる木炭の改良が実を結んだ。村政百年の計として三瓶於兎吉村長による植林運動が開始された。
しかしこの運動も、しだいに戦争の暗雲が広がり戦時体制が強化されると、実行されず、軍馬の飼育、木炭の増産が叫ばれ、村民は軍国主義一色となった。

### 昭和
昭和20年（1945年）8月の終戦後は食糧、燃料等が全国的に不足し、木炭・薪の生産地、川内は国民の需要が増大した結果、大いに潤った。
食糧増産の掛け声は、戦後、各地より村に戻った引揚者や村内の次男、三男の新しい職業対策となり、国や村の公有地における開拓事業が奨励された。
昭和30年（1955年）頃より、日本の経済は全国的に、人力から機械力の時代となり、古くより続いた馬産地としての川内にかげりが生じた。間もなくエネルギー革命が起こり、五十万俵と日本一を誇った木炭も、消え行く運命となった。
戦後多くの山林が荒廃したが、新しい組合法による森林組合が創立され、山林の村川内の山林育成の指導を行うことになった。しかし木炭の需要が少なくなった頃より木材の価格も変動をきたし、低迷するようになった。まさに昭和30年代前半は、村にとって基本産業が根底より覆る状態であった。
こうした困難を打破すべき農業構造改革事業として、馬から乳牛、更に肉牛、区画整理、機械の導入、飼料としての草地の開拓等が、県などの後援によって実施された。造林の意欲を高めるため、村民の自立生活の安定を目的とする家族経営林を奨励した。
農業に従事するものにとって魅力あるのは、米・たばこの主要作物である。のちにこうした作物も過剰ぎみになり、減反が行われるようになったが、その後高原野菜の作付けが増え、インゲン、ナス、トマトの出荷が盛んとなっている。森林資源利用のシイタケ栽培の拡大も、明日の川内農業に光明をもたらすものとされた。
山深い山村である川内が、全国にも多少なりとも名を知られるようになったのは“カエルの詩人”草野心平との出会いが影響している。長福寺の住職矢内俊晃師は、度々に天然記念物平伏沼のモリアオガエルを紹介、そんな中、長福寺を訪れたのが昭和28年（1953年）の夏であった。心平は七日間も矢内和尚と酒を飲み続けた。
こうした縁がとりもち、心平と村人との友情が出来上がった。昭和35年（1960年）8月には名誉村民、更に天山文庫の新築には村民が参加するなど、心平と村民との間はますます親密になっていった。
文庫の落成記念日である7月16日に行うのが天山祭りである。酒・踊り・歌と遊び好きな心平と村民が調和、大層な賑わいである。天山文庫には棟方志功、石川達三などの多くの文化人が訪れた。

### 変遷表
| 川内村村域の変遷表 | 川内村村域の変遷表 | 川内村村域の変遷表 | 川内村村域の変遷表  | 川内村村域の変遷表 | 川内村村域の変遷表 |
| 1868年 以前        | 1868年 以前        | 明治22年 4月1日    | 明治22年 - 昭和64年 | 平成元年 - 現在    | 現在               |
| ------------------ | ------------------ | ------------------ | ------------------- | ------------------ | ------------------ |
|                    | 上川内村           | 川内村             | 川内村              | 川内村             | 川内村             |
|                    | 下川内村           | 川内村             | 川内村              | 川内村             | 川内村             |

## 定額給付金差し押さえ問題
2009年（平成21年）に始まった定額給付金の支給について、川内村では村税滞納者約300人に対し、定額給付金を村税納税に充てるよう求め、応じない場合は支給後に差し押さえる旨の文書を送付した。3月20日には遠藤雄幸村長より文書の撤回が表明されたが、過疎化及び不況等による村税滞納率の高さ、及び村民の経済的な苦境が浮き彫りとなった。

## 警察・消防
- 双葉警察署川内駐在所
- 双葉地方広域市町村圏組合消防本部富岡消防署川内出張所

## 教育

### 高等学校
- 内閣総理大臣教育特区認可 大智学園高等学校

### 義務教育学校
- 川内村立川内小中学園

### 村営塾
- 川内村興学塾

## 交通

### 鉄道
村内を鉄道路線は通っていない。鉄道を利用する場合は、JR東日本磐越東線夏井駅、小野新町駅、神俣駅、船引駅、および常磐線富岡駅などが最寄りとなる。

### バス
- 新常磐交通
  - 富岡駅 - 川内村[7]
  - 上三坂 - 小野新町駅 - 川内村[8][9]
- 福島交通
  - 船引川内線 船引駅 - 川内村
- 無料巡回バス
  - 「かえるかわうち・ふるさと再興バス」 - 2017年4月3日運行開始[10]

### 道路
- 一般国道
  - 国道399号
- 主要地方道
  - 福島県道36号小野富岡線
- 一般県道
  - 福島県道112号富岡大越線
  - 福島県道250号下川内竜田停車場線
  - 福島県道287号上川内川前線

## 史跡・文化施設
- 天山文庫
- 阿武隈民芸館
- モリアオガエル生息地「平伏沼」
- 虚空像菩薩座像
- 安藤公遺児の墓
- 芭蕉の句碑
- 草野心平歌碑

## その他施設
- 航空自衛隊大滝根山分屯基地
- おおたかどや山標準電波送信所
- 東北電力木戸川第一発電所
- 復興庁福島復興局帰還環境整備センター

## 東京電力福島第一原子力発電所事故の影響
福島第一原子力発電所事故において村全域が30 km圏内にあったため、2011年3月15日には村民に避難指示が出され、3月16日に川内村住民は郡山市への集団避難を余儀なくされた。4月22日には警戒区域と緊急時避難準備区域が設定された。9月30日には緊急時避難準備区域が解除され、2012年1月末に避難自治体のなかで最初に「帰村宣言」を発表した。2012年3月31日に警戒区域の解除により、避難指示解除準備区域と居住制限区域に再編された。空間線量は周辺の自治体に比べて低く、2012年段階で平均的な被ばく線量は年間1ミリシーベルトを下回ると報告された。2014年10月1日に避難指示解除準備区域が解除され、居住制限区域は避難指示解除準備区域に再編された。2017年までに80%以上の村民が帰還したが高齢が多く、若い世代の帰還率は全体より低い。高齢化のなか、震災後の生活習慣病が増加していることが報告された。2016年から2019年に採集された野生のキノコの76%で放射性セシウムが100 Bq/kg以上検出されている。

## 村に関係のある著名人
- 秋元純一（CGクリエーター）
- 粟津則雄（文芸評論家、美術評論家、詩人、フランス文学者、日本芸術院会員、いわき市立草野心平記念文学館長）
- 遠藤雄幸（川内村長、元川内村議会議員）
- 草野心平 （詩人、川内村名誉村民）
- 鐸木能光（作家、音楽家）
- 辻まこと（詩人、画家）
- 芳賀啓（地図研究家、エッセイスト）
- 山下和正（建築家、東京工業大学名誉教授）
- 横田龍儀（俳優）
- 渡辺俊美（音楽家、TOKYO No.1 SOUL SETのメンバー）